# Le seminariste
Le seminariste è un film del 1976 diretto da Guido Leoni.
Si tratta di una pellicola erotica ambientata nell'Italia meridionale della quale rappresenta lo stereotipo della società locale coeva, vista come sciatta, goffa e sessualmente repressa.

## Trama
Daniela Sanguinetti di San Marzano è una ragazza di casata aristocratica che, espulsa dal collegio, si unisce come hippie a una comunità di Hare Krishna a Roma. Fermata dalla polizia per un alterco con un diplomatico, ritorna dalla sua famiglia a San Giulivo, un immaginario paese della provincia di Lecce.
I compagni di liceo solidarizzano con Daniela, smascherando i suoi familiari, coinvolti in loschi affari.

## Produzione
Le riprese furono effettuate a Lecce e in alcune località del Salento.